# Cyperus decompositus
Cyperus decompositus är en halvgräsart som först beskrevs av Robert Brown, och fick sitt nu gällande namn av Ferdinand von Mueller. Cyperus decompositus ingår i släktet papyrusar, och familjen halvgräs. Inga underarter finns listade i Catalogue of Life.